# آسیا-اقیانوسیه

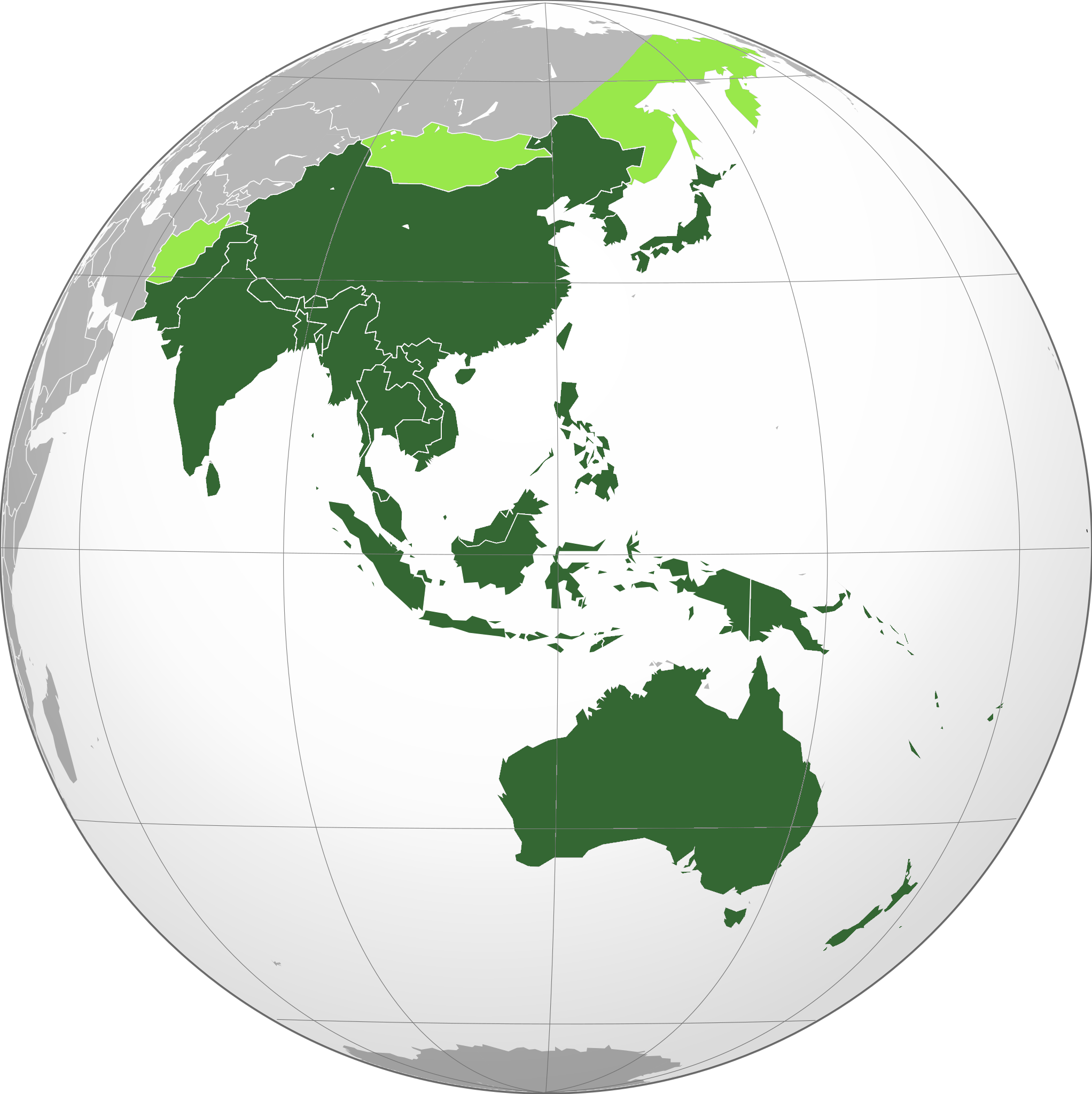
نمایی از نقشهٔ منطقهٔ آسیااقیانوسیه (آسیا-آرام)

منطقه آسیا-آرام یا آس-پَک (AsPac) یا آسیااقیانوسیه (به انگلیسی: Asia Pacific)، شامل بخشی از جهان واقع در اقیانوس آرام، یا در مجاورت آن می‌باشد. این ناحیه شامل بخش عمدهٔ آسیای شرقی، آسیای جنوب شرق آسیای مرکزی، آسیای جنوبی، آسیای غربی و اقیانوسیه است. گاهی آسیای شمالی را نیز جزئی از آسیا-آرام محسوب می‌کنند، با همه اینکه کشور هند و همسایگانش در منطقهٔ اقیانوس هند و نه اقیانوس آرام واقع‌اند. این عنوان همچنین می‌تواند شامل کشور روسیه (واقع در اقیانوس آرام شمالی) و کشورهای آمریکای شمالی و جنوبی که در کرانهٔ شرقی اقیانوس آرام واقع شده‌اند، باشد.
اصطلاح آسیا-آرام از اواخر دهه ۸۰ میلادی، همزمان با شکوفایی اقتصادی آن نواحی ناهمگن به سبب رشد منطقه‌ای بازارهای سرمایه، معاملات تجاری و دیگر اقسام تعاملات اقتصادی و سیاسی، باب گشت. اگرچه از لحاظ جغرافیایی این اصطلاح، توصیفی نادرست به‌شمار می‌رود.
در برخی از متون، این منطقه ممکن است وسیع‌تر در نظر گرفته شده باشد و شامل کشورهای عمدهٔ آسیایی و کشورهای حاشیهٔ اقیانوس آرام که از اقیانوسیه تا به روسیه و از پایین تا سواحل غربی قاره آمریکا گسترش یافته‌اند نیز شود؛ مثلاً سازمان همکاری‌های اقتصادی آسیا-اقیانوسیه (آپِک)، شامل کشورهای کانادا، شیلی، روسیه، مکزیک، پرو و ایالات متحده آمریکا نیز می‌گردد.

## سرزمین‌های دربرگیرنده
پهنهٔ آسیا-آرام به‌طورکلی در بردارندهٔ کشورهای زیر است:
| آسه‌آن+۳ - برونئی - کامبوج - اندونزی - لائوس - مالزی - میانمار - فیلیپین - سنگاپور - تایلند - تیمور شرقی - ویتنام - چین - هنگ کنگ - ماکائو - ژاپن - مغولستان - کره شمالی - کره جنوبی - تایوان |  | انجمن جزایر اقیانوس آرام - ساموای آمریکا - استرالیا - جزایر کوک - ایالات فدرال میکرونزی - فیجی - پلی‌نزی فرانسه - گوآم - نیووی - کیریباتی - جزایر مارشال - نائورو - کالدونیای جدید - نیوزیلند - جزایر ماریانای شمالی - ساموآ - پالائو - پاپوآ گینه نو - وانواتو - جزایر سلیمان - توکلائو - تونگا - تووالو - وانواتو - والیس و فوتونا |  | دیگر نقاط - منطقه خودمختار بوگن‌ویل - جزیره کریسمس - ایالت چوک - جزایر کوکوس - جزیره ایستر - هاوایی - جزیره نورفک - جزایر پیت‌کرن - الگو:Country data Torres Strait Islands - جزایر میدوی - جزیره جانستون - جزیره هاولند - جزیره مرجانی پالمیرا - آب‌سنگ کینگمن - جزیره جارویس - جزیره بیکر - جزایر دریای مرجان - جزیره‌های آشمور و کارتیر - جزیره هرد و جزایر مک‌دونالد - الگو:Country data Isla Salas y Gómez - جزیره ویک - جمهوری پاپوآ غرب - افغانستان - بنگلادش - بوتان (کشور) - هند - مالدیو - نپال - پاکستان - سری‌لانکا - قزاقستان - قرقیزستان - تاجیکستان - ترکمنستان - ازبکستان - بحرین - ایران - عراق - اسرائیل - اردن - اقلیم کردستان عراق - کویت - لبنان - عمان - فلسطین - قطر - عربستان سعودی - سوریه - امارات متحده عربی - یمن |  |

## آمار کشورهای اصلی و مناطق
| کشور یا اراضی | پهناوری km² | جمعیت         | تراکم جمعیت per km² | تولید ناخالص داخلی میلیون دلار آمریکا (۲۰۰۹) | تولید ناخالص داخلی (سرانه) دلار آمریکا (۲۰۰۹) | پایتخت           |
| ------------- | ----------- | ------------- | ------------------- | -------------------------------------------- | --------------------------------------------- | ---------------- |
| استرالیا      | ۷٬۶۱۷٬۹۳۰   | ۲۲٬۴۶۲٬۸۴۲    | ۳                   | ۹۲۰٬۰۰۰                                      | ۴۱٬۵۰۰                                        | کانبرا           |
| برونئی        | ۵٬۷۶۵       | ۴۰۷٬۰۰۰       | ۷۰                  | ۱۴٬۷۰۰                                       | ۳۶٬۷۰۰                                        | بندر سری بگاوان  |
| میانمار       | ۶۷۶٬۵۷۸     | ۵۰٬۴۹۶٬۰۰۰    | ۷۴                  | ۲۶٬۸۲۰                                       | ۵۰۰                                           | نایپیداو         |
| کامبوج        | ۱۸۱٬۰۳۵     | ۱۴٬۸۰۵٬۰۰۰    | ۸۲                  | ۱۰٬۹۰۰                                       | ۸۰۰                                           | پنوم پن          |
| چین           | ۹٬۶۷۱٬۰۱۸   | ۱٬۳۳۹٬۵۳۰٬۰۰۰ | ۱۳۸                 | ۴٬۹۱۱٬۰۰۰                                    | ۳٬۷۰۰                                         | پکن              |
| تیمور شرقی    | ۱۴٬۸۷۴      | ۱٬۱۷۱٬۰۰۰     | ۷۶                  | ۵۹۹                                          | ۵۰۰                                           | دیلی             |
| هنگ کنگ       | ۱٬۱۰۴       | ۷٬۰۵۵٬۰۷۱     | ۶٬۳۹۰               | ۲۱۰٬۷۳۰                                      | ۳۰٬۰۰۰                                        | -                |
| اندونزی       | ۱٬۹۰۴٬۵۶۹   | ۲۳۷٬۵۵۶٬۳۶۳   | ۱۲۶                 | ۵۱۴٬۹۰۰                                      | ۲٬۲۰۰                                         | جاکارتا          |
| ژاپن          | ۳۷۷٬۹۴۴     | ۱۲۷٬۴۷۰٬۰۰۰   | ۳۳۷                 | ۵٬۰۷۳٬۰۰۰                                    | ۳۹٬۷۰۰                                        | توکیو            |
| لائوس         | ۲۳۶٬۸۰۰     | ۶٬۳۲۰٬۰۰۰     | ۲۷                  | ۵٬۷۲۱                                        | ۹۰۰                                           | وینتیان          |
| ماکائو        | ۲۹          | ۵۴۱٬۲۰۰       | ۱۸٬۶۶۲              | ۲۱٬۷۰۰                                       | ۳۹٬۸۰۰                                        | -                |
| مالزی         | ۳۲۹٬۸۴۷     | ۲۸٬۳۱۸٬۰۰۰    | ۸۶                  | ۱۹۱٬۳۹۹                                      | ۶٬۸۰۰                                         | کوالالامپور      |
| مغولستان      | ۱٬۵۶۴٬۱۱۶   | ۲٬۷۳۶٬۸۰۰     | ۲                   | ۴٬۲۱۲                                        | ۱٬۵۰۰                                         | اولان باتور      |
| نیوزیلند      | ۲۶۸٬۰۲۱     | ۴٬۳۵۷٬۴۳۷     | ۱۶                  | ۱۰۹٬۶۰۰                                      | ۲۵٬۵۰۰                                        | ولینگتن          |
| کره شمالی     | ۱۲۰٬۵۴۰     | ۲۳٬۹۰۶٬۰۰۰    | ۱۹۸                 | ۲۷٬۸۲۰                                       | ۱٬۲۰۰                                         | پیونگ یانگ       |
| پاپوآ گینه نو | ۴۶۲٬۸۴۰     | ۶٬۷۳۲٬۰۰۰     | ۱۵                  | ۸٬۲۰۰                                        | ۱٬۲۰۰                                         | پورت مورسبی      |
| فیلیپین       | ۲۹۹٬۷۶۴     | ۹۱٬۹۸۳٬۰۰۰    | ۳۰۷                 | ۱۵۸٬۷۰۰                                      | ۱٬۷۰۰                                         | مانیل            |
| سنگاپور       | ۷۱۰         | ۴٬۹۸۷٬۶۰۰     | ۷٬۰۲۳               | ۱۷۷٬۱۳۳                                      | ۳۵٬۵۰۰                                        | مرکز شهر سنگاپور |
| کره جنوبی     | ۱۰۰٬۱۴۰     | ۵۰٬۰۶۲٬۰۰۰    | ۵۰۰                 | ۸۰۰٬۳۰۰                                      | ۱۶٬۱۰۰                                        | سئول             |
| تایوان        | ۳۶٬۱۹۱      | ۲۳٬۱۱۹٬۷۷۲    | ۶۳۹                 | ۳۷۹٬۴۰۰                                      | ۱۶٬۴۰۰                                        | تایپه            |
| تایلند        | ۵۱۳٬۱۲۰     | ۶۷٬۷۶۴٬۰۰۰    | ۱۳۲                 | ۲۶۳٬۵۱۰                                      | ۳٬۹۰۰                                         | بانکوک           |
| ویتنام        | ۳۳۱٬۲۱۰     | ۸۸٬۰۶۹٬۰۰۰    | ۲۶۵                 | ۹۷٬۱۱۹                                       | ۱٬۱۰۰                                         | هانوی            |